# 부이띠엔중 (1997년)
부이띠엔중(베트남어: Bùi Tiến Dũng, 1997년 2월 28일 ~ )는 베트남의 축구 선수로 현재 호찌민 시티에서 골키퍼로 활약 중이다.

## 클럽 경력
타인호아 FC 유소년팀 출신으로 2017년 타인호아 FC 성인팀 입단을 통해 프로에 정식 입문한 후 V리그 1 2회 연속 준우승, 2018년 AFC 챔피언스리그 예선 플레이오프 진출 등에 일조했고 2018 시즌 종료 후 하노이 FC로 이적하며 V리그1 2019 우승, 2019년 베트남컵 우승을 맛보았으며 이후 2020년 호찌민 시티와 입단 계약을 체결했다.

## 국가대표팀 경력
2016년부터 2020년까지 베트남 연령대별 대표팀에서 32경기를 소화했고 특히 베트남 U-23 대표팀 소속으로 2017년부터 2020년까지 15경기를 소화하며 2017년 M-150컵 3위, 2018년 AFC U-23 챔피언십 준우승, 2018년 아시안 게임 4위, 2019년 동남아시아 경기 대회 금메달에 일조했다.
그리고 베트남 U-19 대표팀 소속으로 2016년부터 2017년까지 14경기를 소화하며 2016년 AFC U-19 챔피언십 4강, 2016년 AFF U-19 챔피언십 3위 등의 성과를 남겼고 2017년 베트남 성인대표팀에 첫 발탁된 후 현재까지 1경기 밖에 출전하지 못하고 있지만 2018년 AFF 스즈키컵에서 베트남의 10년만의 AFF 챔피언십 우승의 기쁨을 맛보았다.
이후 이듬해에 열린 2019년 AFC 아시안컵 본선 23인 엔트리에 합류하여 비록 이 대회에서도 단 1경기도 출전하지 못했지만 홈에서 열린 2007년 이후 12년만의 베트남의 아시안컵 8강 진출에 큰 힘을 실어줬다.

## 수상

### 클럽
타인호아 FC
- V리그 1 : 준우승 (2017, 2018)

하노이 FC
- V리그 1 : 우승 (2019)
- 베트남컵 : 우승 (2019)
- 베트남 슈퍼컵 : 우승 (2019)

호찌민 시티
- 베트남 슈퍼컵 : 준우승 (2020)

### 국가대표팀
베트남 U-20
- AFC U-20 아시안컵 : 4강 (2016)
- AFF U-20 챔피언십 : 3위 (2016)

 베트남 U-23
- AFC U-23 아시안컵 : 준우승 (2018)
- 아시안 게임 : 4위 (2018)
- 동남아시아 경기 대회 : 금메달 (2019)
- M-150컵 : 3위 (2017)

 베트남
- 동남아시아 축구 선수권 대회 : 우승 (2018)